# Hemicircus concretus
Hemicircus concretus е вид птица от семейство Picidae.

## Разпространение
Видът е разпространен в Индонезия.